# Fasti Vindobonenses
I Fasti Vindobonenses sono notazioni annalistiche riguardanti il periodo della tarda Repubblica e dell'Impero romano, riprodotti in un codice del XIV secolo conservato a Vienna (in latino Vindobona, da cui il nome), derivato da un manoscritto di epoca carolingia andato perduto.
Il codice riporta due diverse versioni dei Fasti, che prendono il nome di Fasti Vindobonenses priores e Fasti Vindobonenses posteriores; i primi coprono i periodi 44 a.C.-403 e 455-493, i secondi i periodi 44 a.C.-45, 77-378, 438-455 e 495-539. Vennero probabilmente composti in periodo longobardo.
I Fasti Vindobonenses appartengono a quel gruppo di opere che vanno sotto il nome di Consularia Italica, la cui edizione fu curata da Theodor Mommsen.